# Compsoptera inouei
Compsoptera inouei är en fjärilsart som beskrevs av Okano 1960. Compsoptera inouei ingår i släktet Compsoptera och familjen mätare. Inga underarter finns listade i Catalogue of Life.